# Salcedo (Eastern Samar)
Salcedo ist eine philippinische Stadtgemeinde in der Provinz Eastern Samar. Sie hat 22.532 Einwohner (Zensus 1. August 2015).

## Geographische Lage
Die nördlichen Barangays Caridad und Casilion bilden die Grenze zur Stadtgemeinde Quinapondan, während die Barangays Alog und Buabua das Gebiet Salcedos von der südlich gelegenen Stadtgemeinde Mercedes abgrenzen.
Entlang der Pazifikküste befindet sich eine markante Hügelkette, welche sich von dem Barangay Matarinao im Norden Salcedos bis zur Südspitze der Insel Calico-an (Stadtgebiet Guiuan) zieht.
| Erdbebenkarte | Salcedo liegt in einer Region der Philippinen, in der starke seismische Aktivitäten verzeichnet werden. Jährlich werden mehr als zwei Erdbeben der Stärke 5 gemessen. |

## Vegetation
Die westliche, an den Golf von Leyte angrenzende Küste Salcedos, aber auch die im Norden gelegene Bucht von Materinao ist stark von Mangroven bewachsen. Dies ist vor allem durch günstige Wasserverhältnisse, wie dauerhaft konstant-hohe Wassertemperaturen, seichtes Ufergebiet und wenig Wasserbewegung bedingt.
Die Pazifikküste hingegen ist wegen der starken Wellenbewegung und der niedrigen Wassertemperaturen geprägt von felsigem Küstengebiet mit weißem Sandstrand.

### Klima
Die durchschnittlichen Jahrestemperaturen liegen zwischen 30,5 °C und 22,8 °C.
Juni bis September bilden die Monate mit der höchsten Durchschnittstemperatur (zw. 32 °C und 24 °C),
während zwischen Januar und März die kältesten Durchschnittstemperaturen zu verzeichnen sind (zw. 28 °C und 21 °C).
Das PAGASA-Institut teilt die Philippinen in 4 Klimatypen ein. Hierbei
fällt Salcedo unter Klima-Typ IV, was bedeutet, dass keine Trockenzeit auszumachen ist.
In der Zeit zwischen Dezember und Februar ist ein ausgeprägtes Maximum der Niederschlagsmenge (bis zu 640 mm) zu verzeichnen, während zwischen März und Mai die niederschlagsärmste Zeit ist (~180 mm). Dabei gibt es jedoch keinen einzigen ariden Monat.

## Bevölkerungsentwicklung
Seit dem Zensus von 1995 stieg die Einwohnerzahl Salcedos von 16.026 auf 16.971 (Mai 2000).
Der letzte Zensus von August 2007 registrierte 18.680 Einwohner. Wie viele Städte der philippinischen Provinzen ist auch Salcedo akut von Landflucht betroffen. So siedeln vor allem viele junge Menschen auf Grund der erhofften höheren Chancen in die nächstgrößeren Städte Guiuan und Tacloban um. Jedoch sind auch Metro Manila und Cebu City beliebte Ziele.

## Barangays
Salcedo ist politisch in 41 Baranggays unterteilt.

### Festland-Barangay
| - Abejao - Alog - Asgad - Bagtong - Balud - Barangay 1 (Pob.) - Barangay 13 (Pob.) - Barangay 2 (Pob.) - Barangay 3 (Pob.) - Barangay 4 (Pob.) - Barangay 5 (Pob.) - Barangay 6 (Pob.) - Barangay 7 (Pob.) | - Barangay 8 (Pob.) - Barangay 9 (Pob.) - Barangay 10 (Pob.) - Barangay 11 (Pob.) - Barangay 12 (Pob.) - Buabua - Burak - Cagaut - Camanga - Cantomoja - Carapdapan - Caridad - Casili-on | - Iberan - Jagnaya - Lusod - Malbog - Matarinao - Naparaan - Seguinon - San Roque (Bugay) - Santa Cruz - Tacla-on - Tagbacan - Palanas - Talangdawan |

### Insel-Barangay
- Butig
- Maliwaliw